# Dénes (település)
Dénes (1900-ig Uhorna, szlovákul: Úhorná) község Szlovákiában, a Kassai kerület Gölnicbányai járásában.

## Fekvése
Rozsnyótól 12 km-re északkeletre fekvő hegyi település, az 549-es út mentén.

## Története
1383-ban „Ohary” néven említik először, a krasznahorkai váruradalomhoz tartozott. 1437-ben „Ohor” néven említi oklevél. 1570 körül a vlach jog alapján telepítették be, lakói erdei munkások, bányászok, földművesek voltak.
A 18. század végén Vályi András így ír róla: „UHORNYA. Tót falu Gömör Várm. földes Ura Gr. Andrásy Uraság, lakosai katolikusok, és másfélék; határja hegyes, és vőlgyes.”
A 19. század közepén Fényes Elek eképpen írja le: „Uhorna, Gömör vm. tót falu, Szomolnokhoz 1 órányira: 479 kath., 74 evang. lak., kik juhtartásból, s a szomolnoki bányákból élnek. F. u. gr. Andrásy. Ut. p. Rosnyó.”
Borovszky Samu monográfiasorozatának Gömör-Kishont vármegyét tárgyaló része szerint: „Dénes, Szepes vármegye határán fekvő tót kisközség, 107 házzal és 550 róm. kath. vallású lakossal. Azelőtt Uhorna volt a neve és Krasznahorka vár tartozéka volt, melynek sorsában is osztozott. A XVIII. század 40elején a gróf Serényi család is részbirtokosa volt a községnek, mely 1757-ben Gömöry János zálogos birtoka volt, de azután ismét visszakerült az Andrássy család kezébe. Határában réz- és ezüstércz van. Katholikus temploma 1600 körül épült. 1865-ben nagy árvíz volt a faluban, melynek több házon kívül, számos háziállat esett áldozatul. Postája és távírója Szomolnok, vasúti állomása pedig Szomolnokhuta.”
Magyar nevét 1900-ban birtokosáról, Andrássy Dénesről kapta. A trianoni diktátumig Gömör-Kishont vármegye Rozsnyói járásához tartozott.
2003-ban a falu mellett tizenegy halálos áldozatot követelő buszbaleset történt. A búcsúba érkező zarándokokat szállító busz lesodródott a kanyargós útról és felborult .

## Népessége
| Év:            | 1994. | 2004.    | 2014.   | 2024.   |
| -------------- | ----- | -------- | ------- | ------- |
| Emberek száma: | 199   | 150      | 146     | 143     |
| Eltérés:       |       | -24,62 % | -2,66 % | -2,05 % |

| Év:            | 2023. | 2024.   |
| -------------- | ----- | ------- |
| Emberek száma: | 141   | 143     |
| Eltérés:       |       | +1,41 % |

1910-ben 557, túlnyomórészt szlovák lakosa volt.
2001-ben 163 lakosából 148 szlovák volt.
2011-ben 150 lakosából 115 szlovák és 27 cigány.

## Nevezetességei
- Temploma és kegykápolnája 1749-ben épült a Havas Boldogasszony tiszteletére, barokk stílusban. Építtetője Andrássy Ferenc báró volt. A templom búcsújáróhely.
- A falutól keletre (már Szomolnok területén) 1768-ban létesített víztározó található.

## Képtár

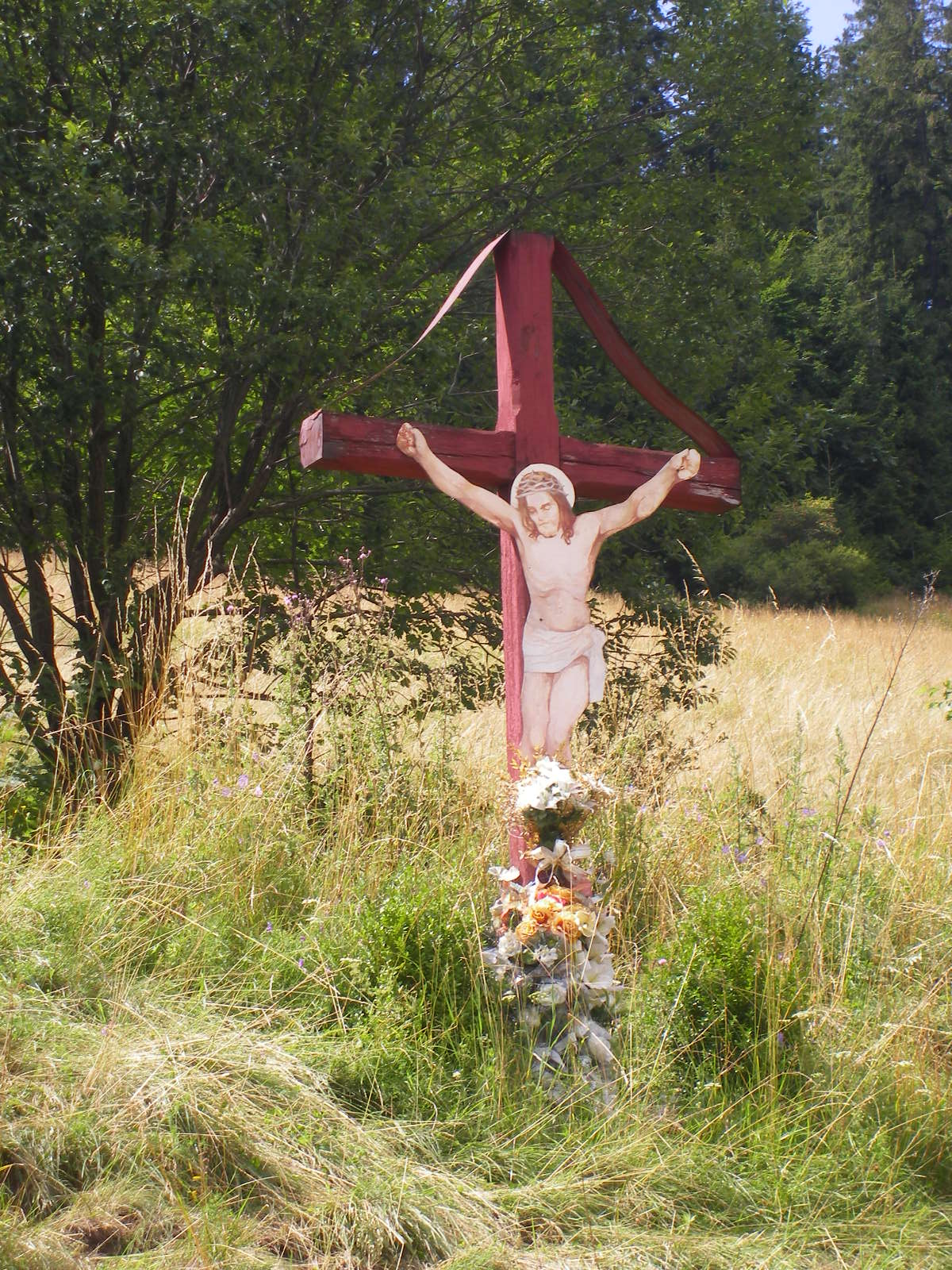
Útmenti feszület Dénes közelében
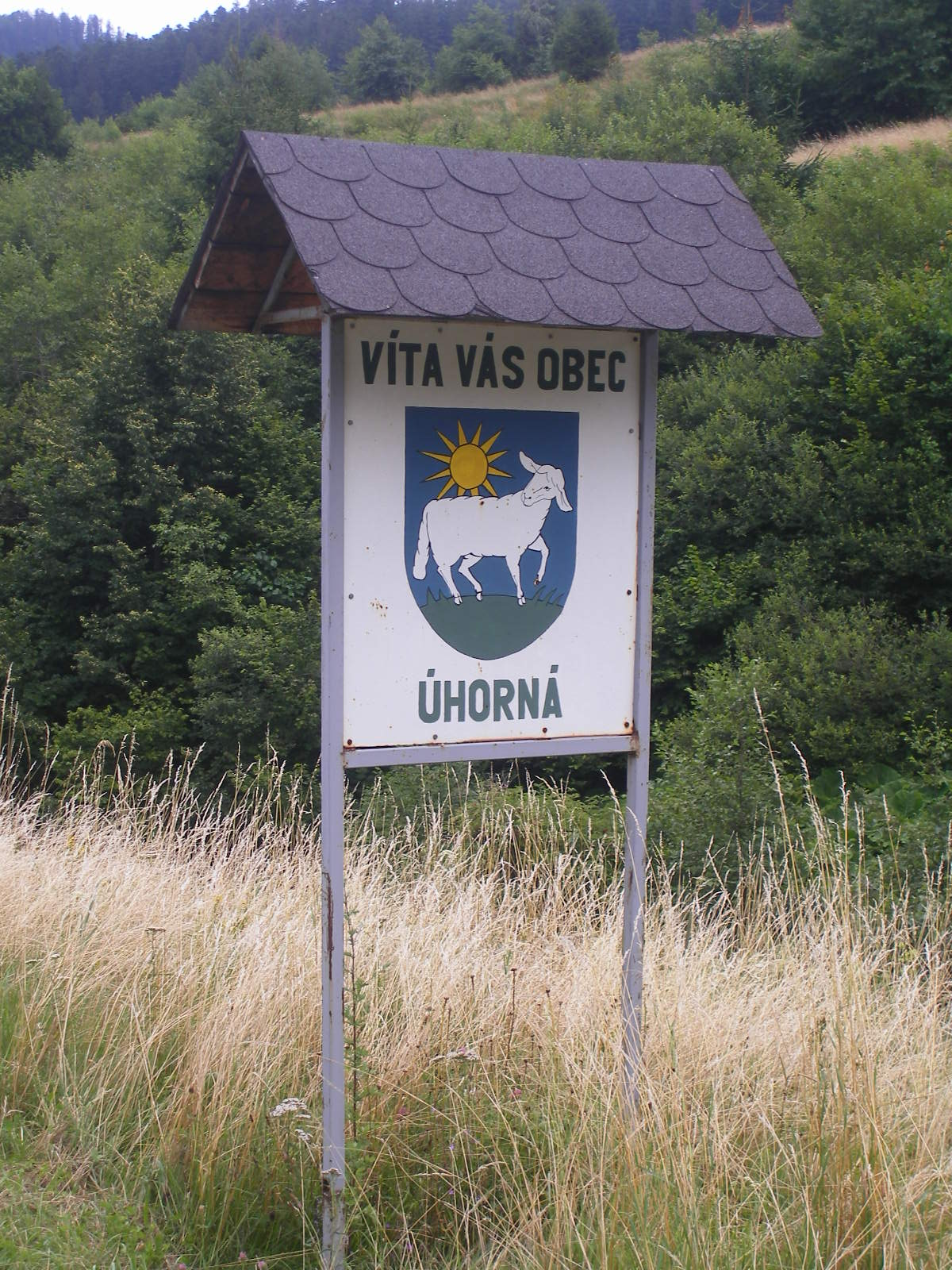
Címeres üdvözlőtábla
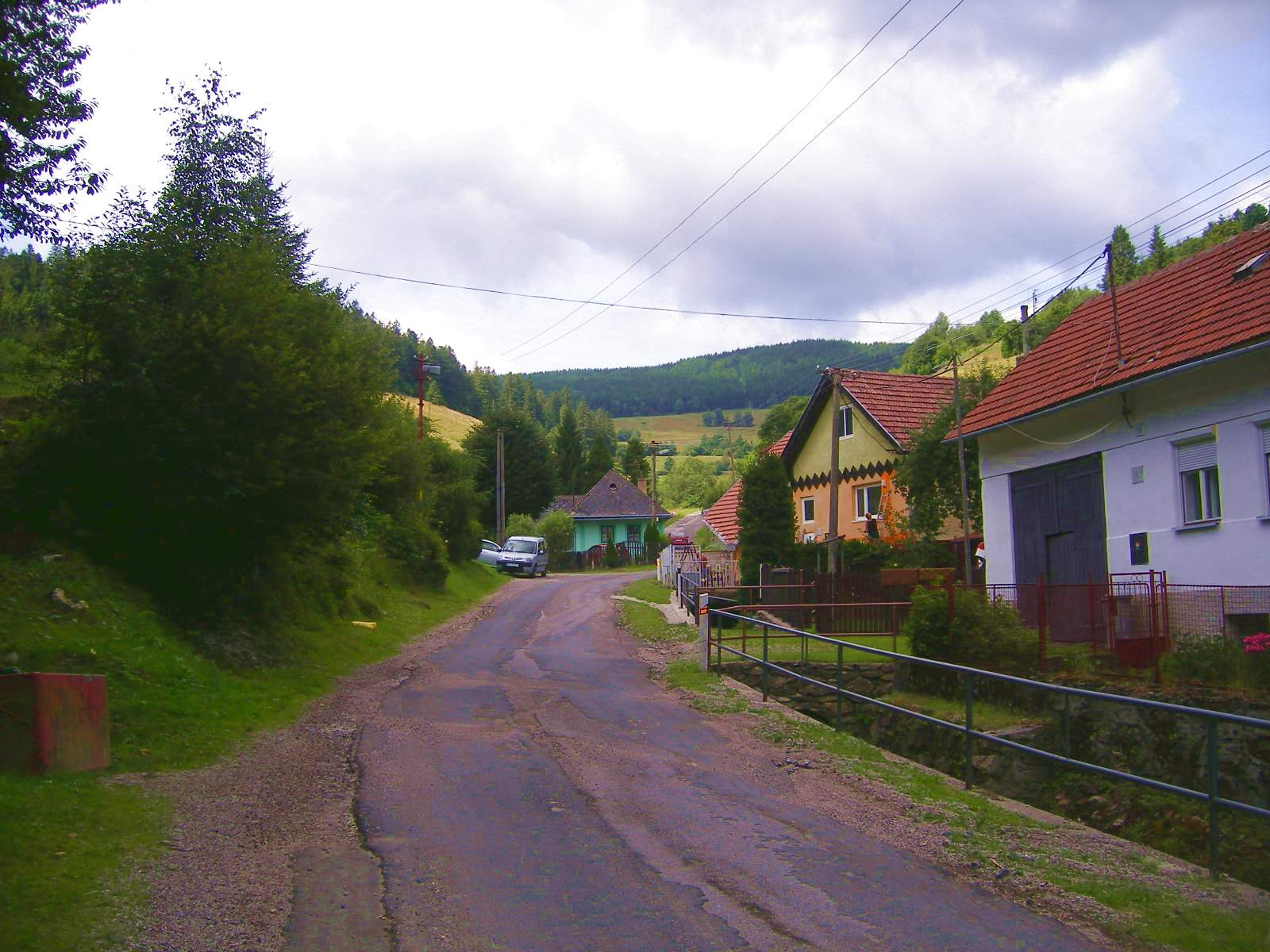
Dénesi utcakép
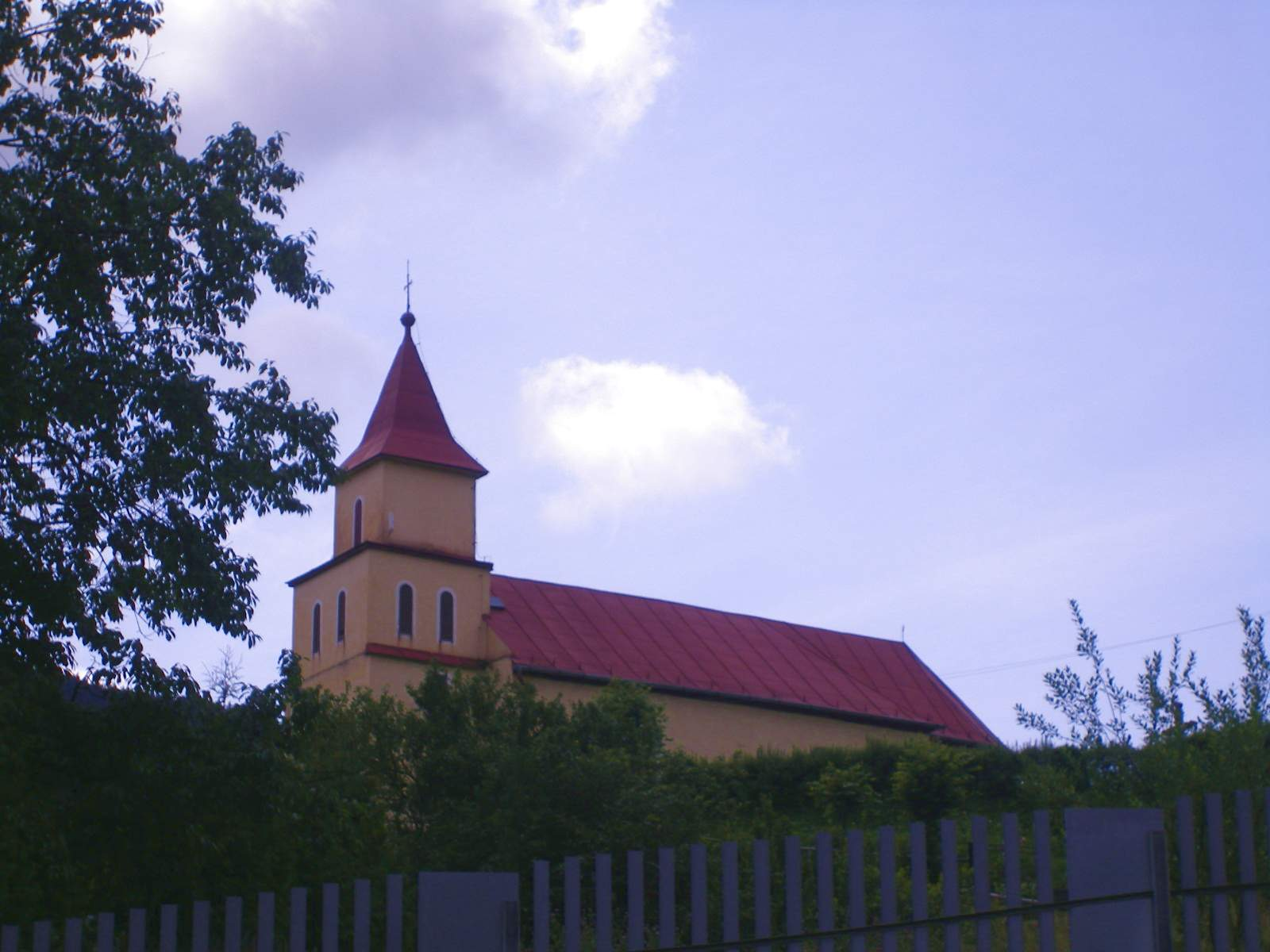
Katolikus templom
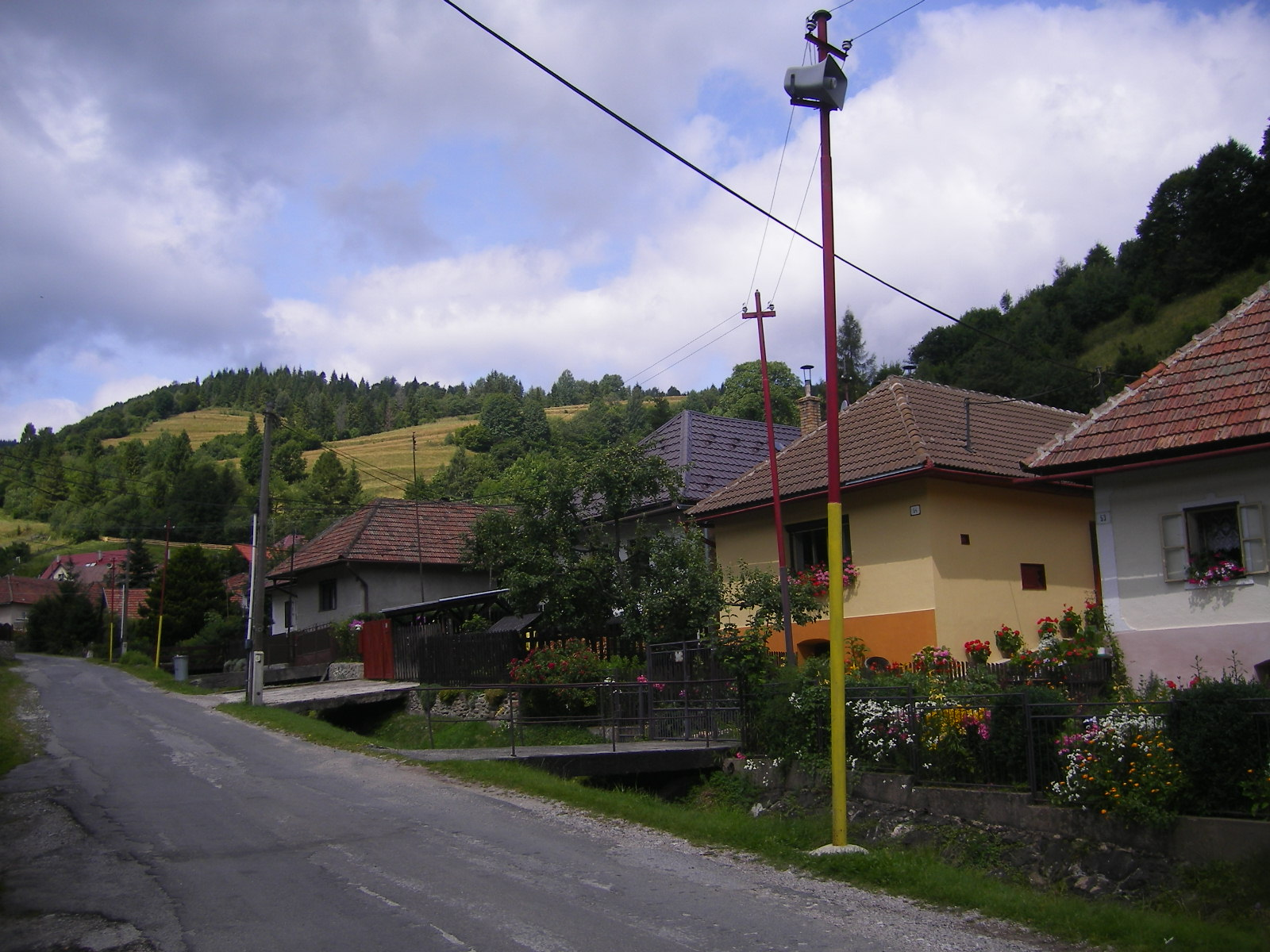
Utcakép
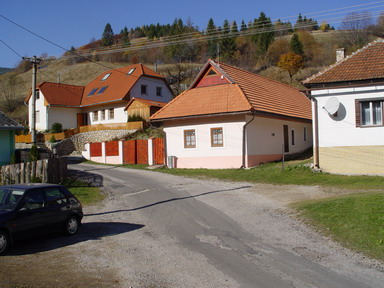
Utcakép 2
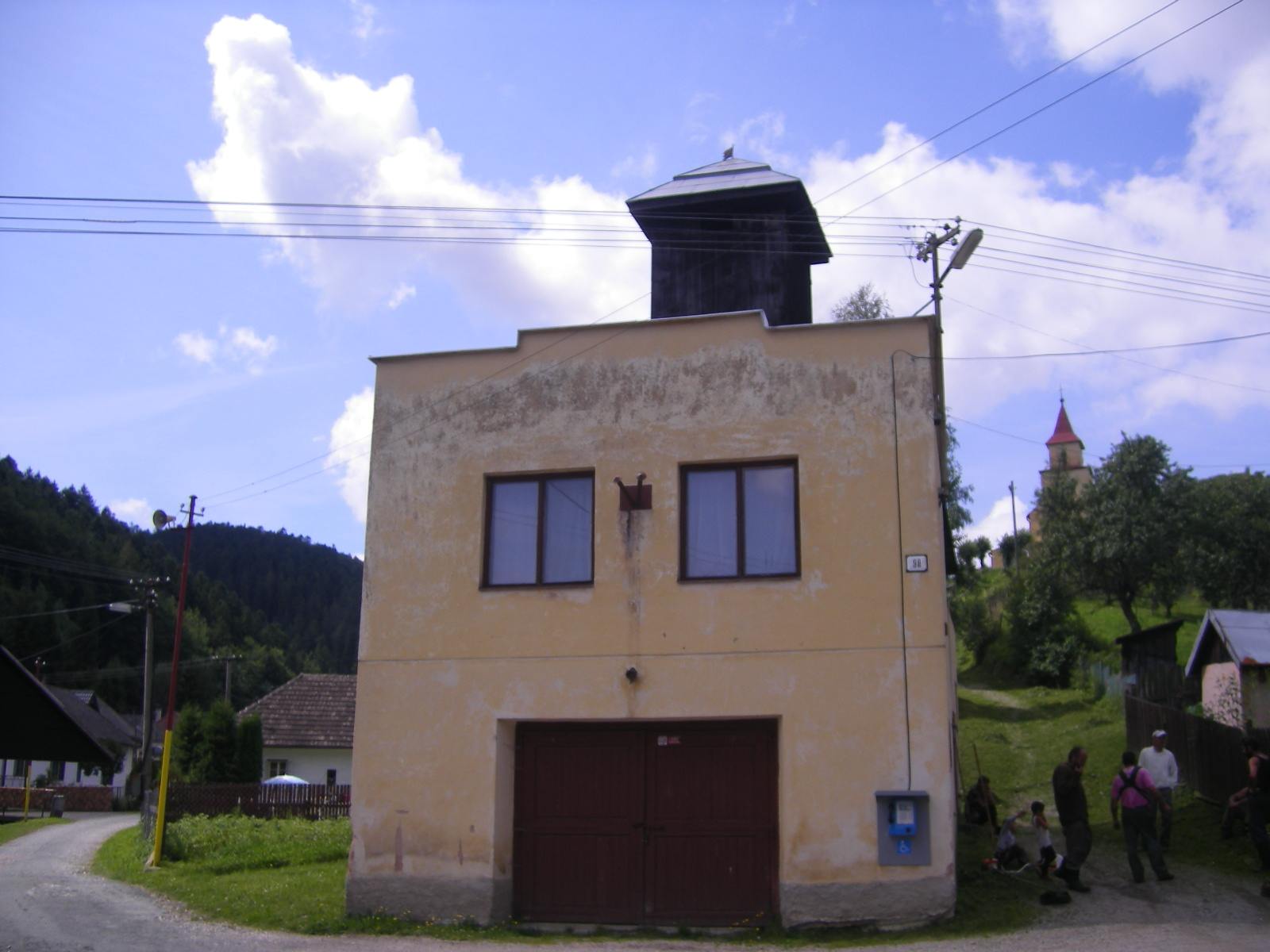
Tűzoltószertár
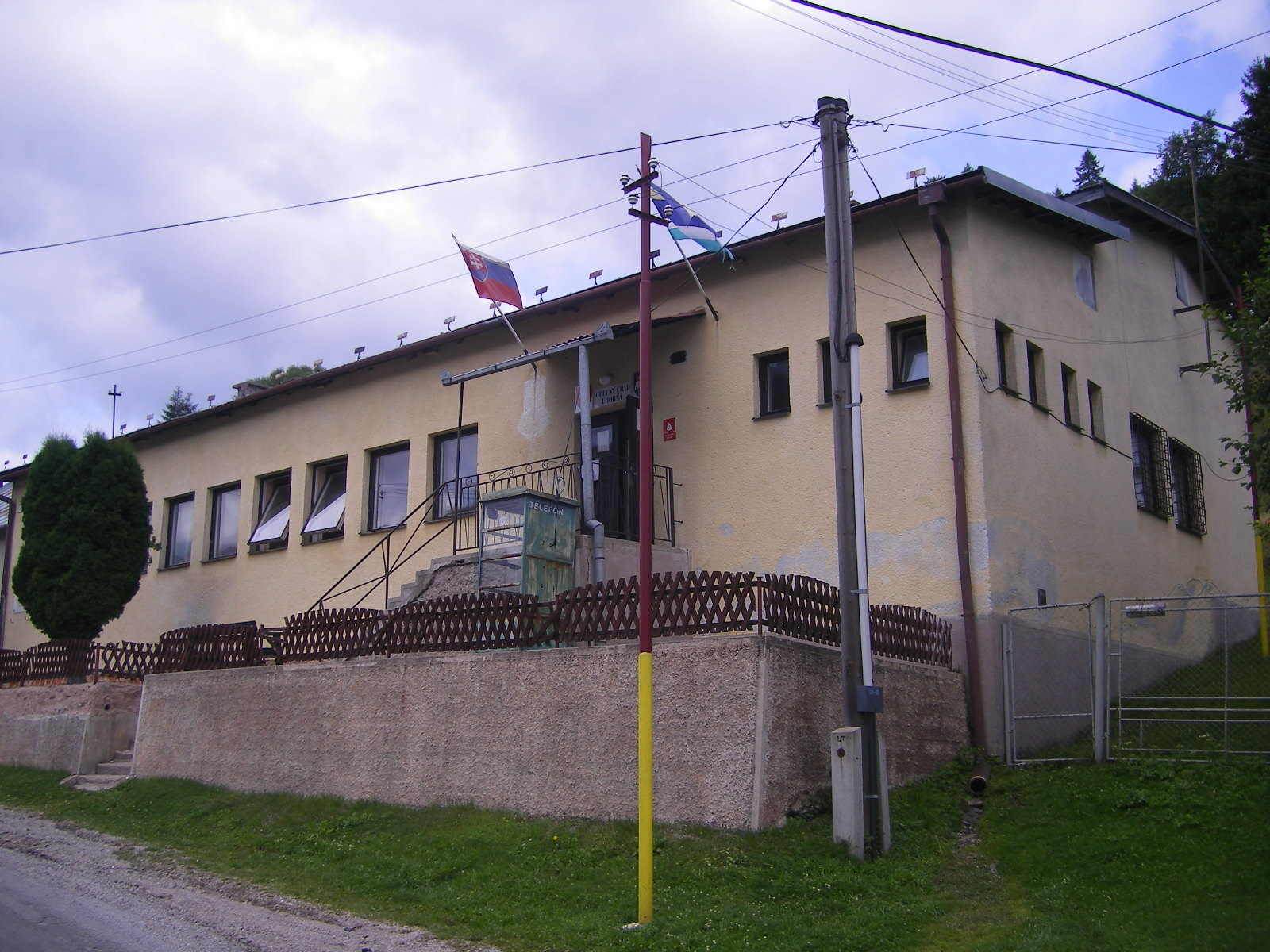
Községháza
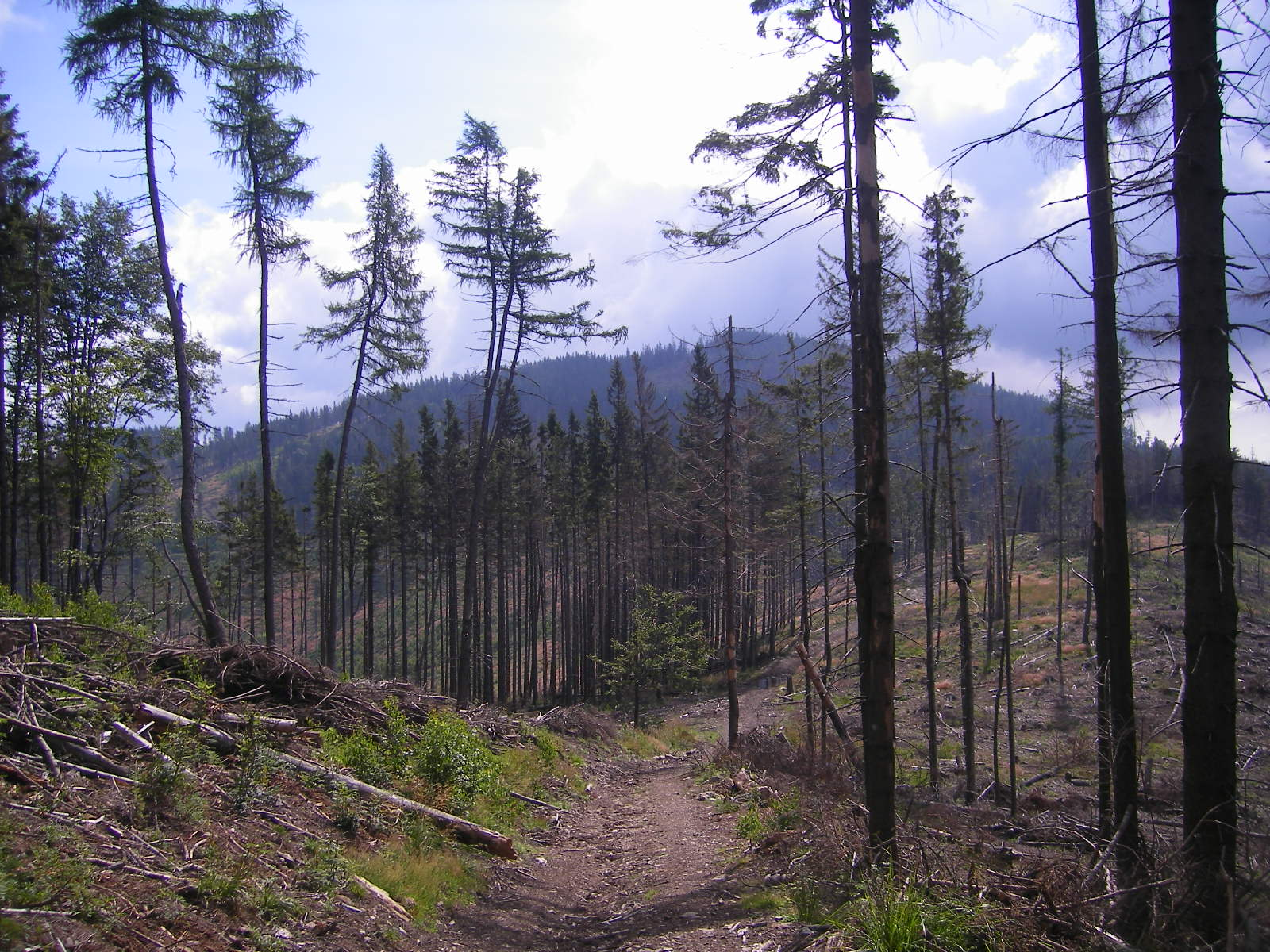
A Pipityke gerincén, Dénes és Pacsa határán
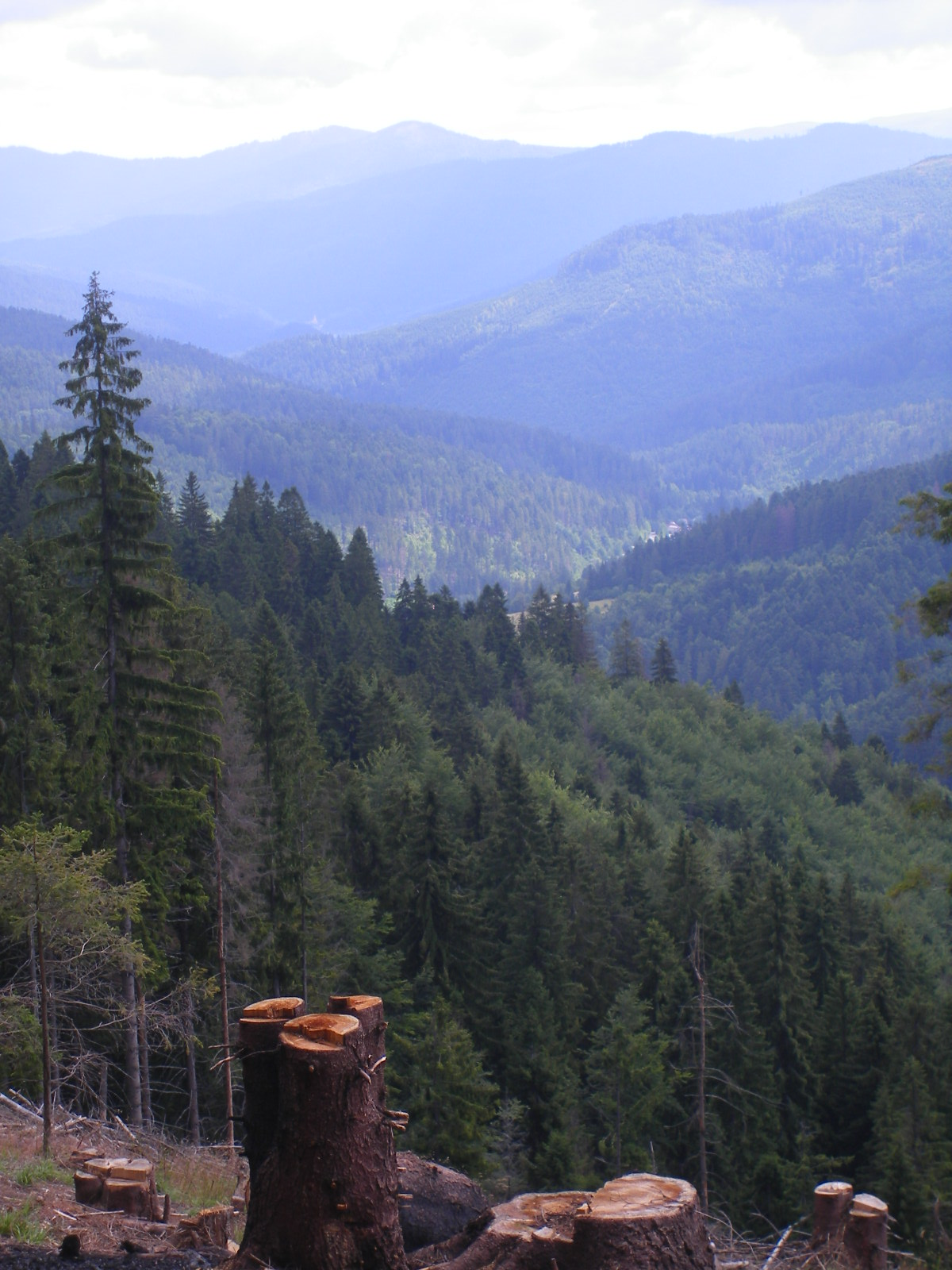
Kilátás a Szomolnoki-patak völgye felé
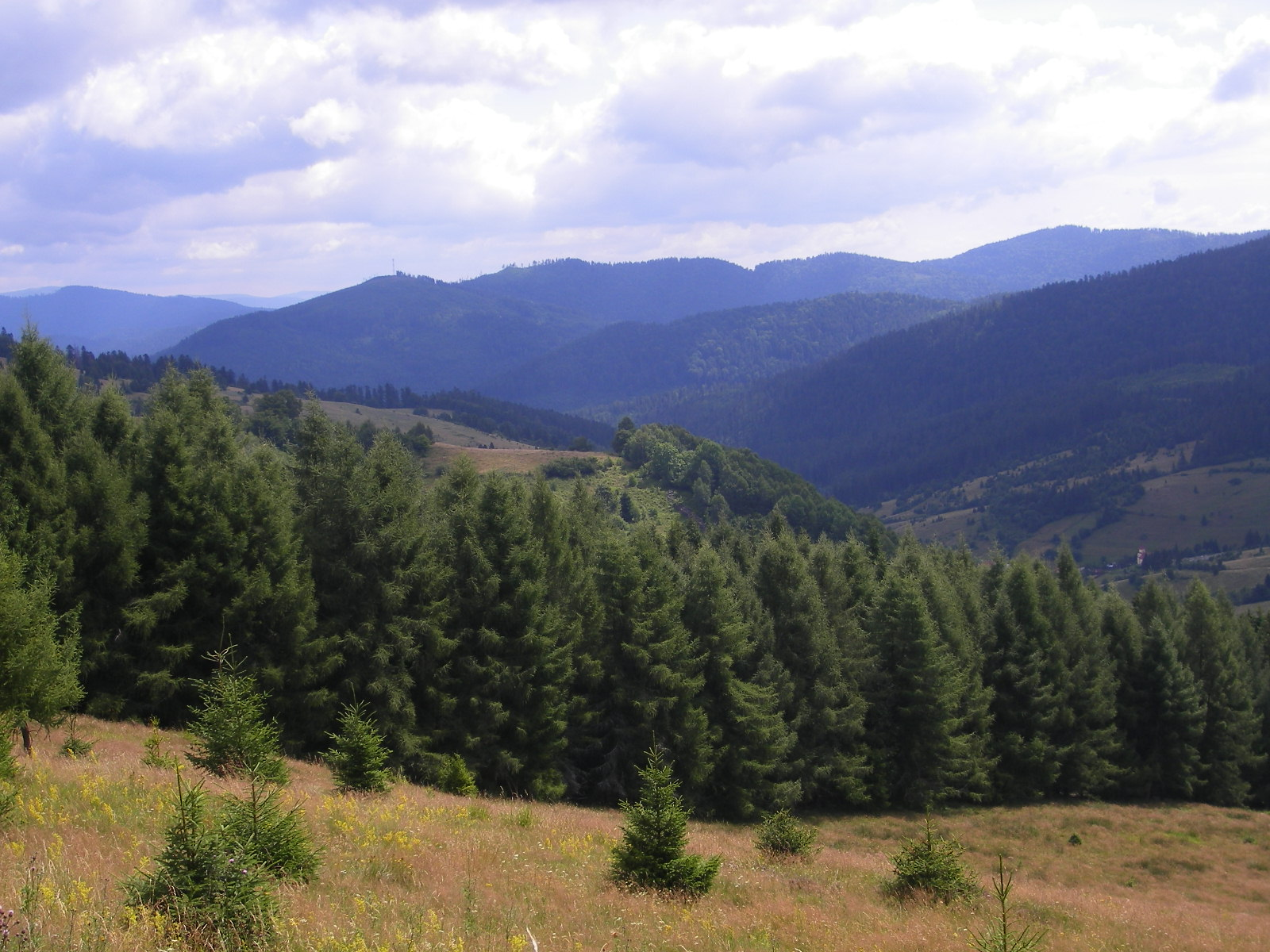
Tájkép a község nyugati részén
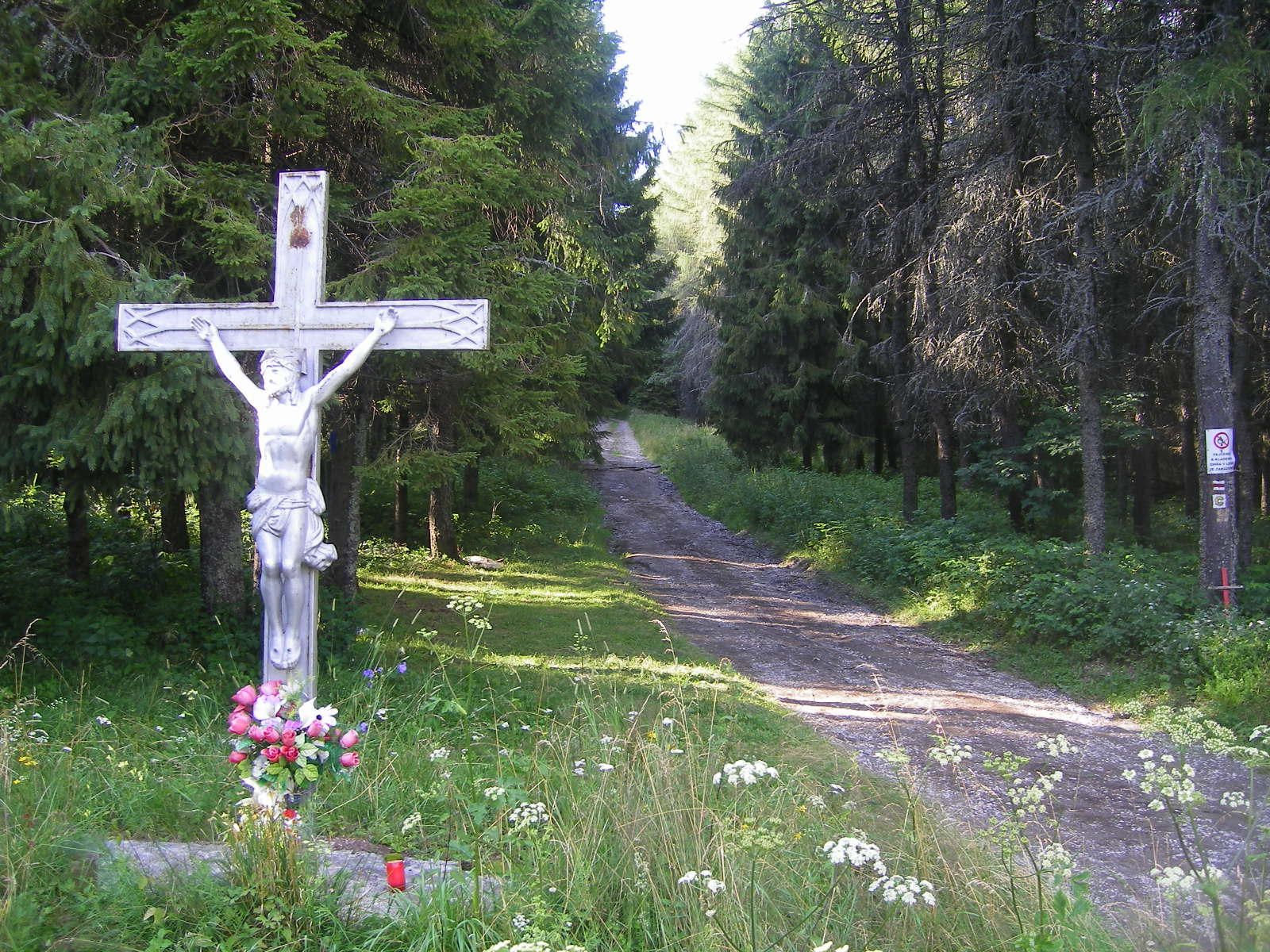
A Pacsai-hágó Dénes és Pacsa határán
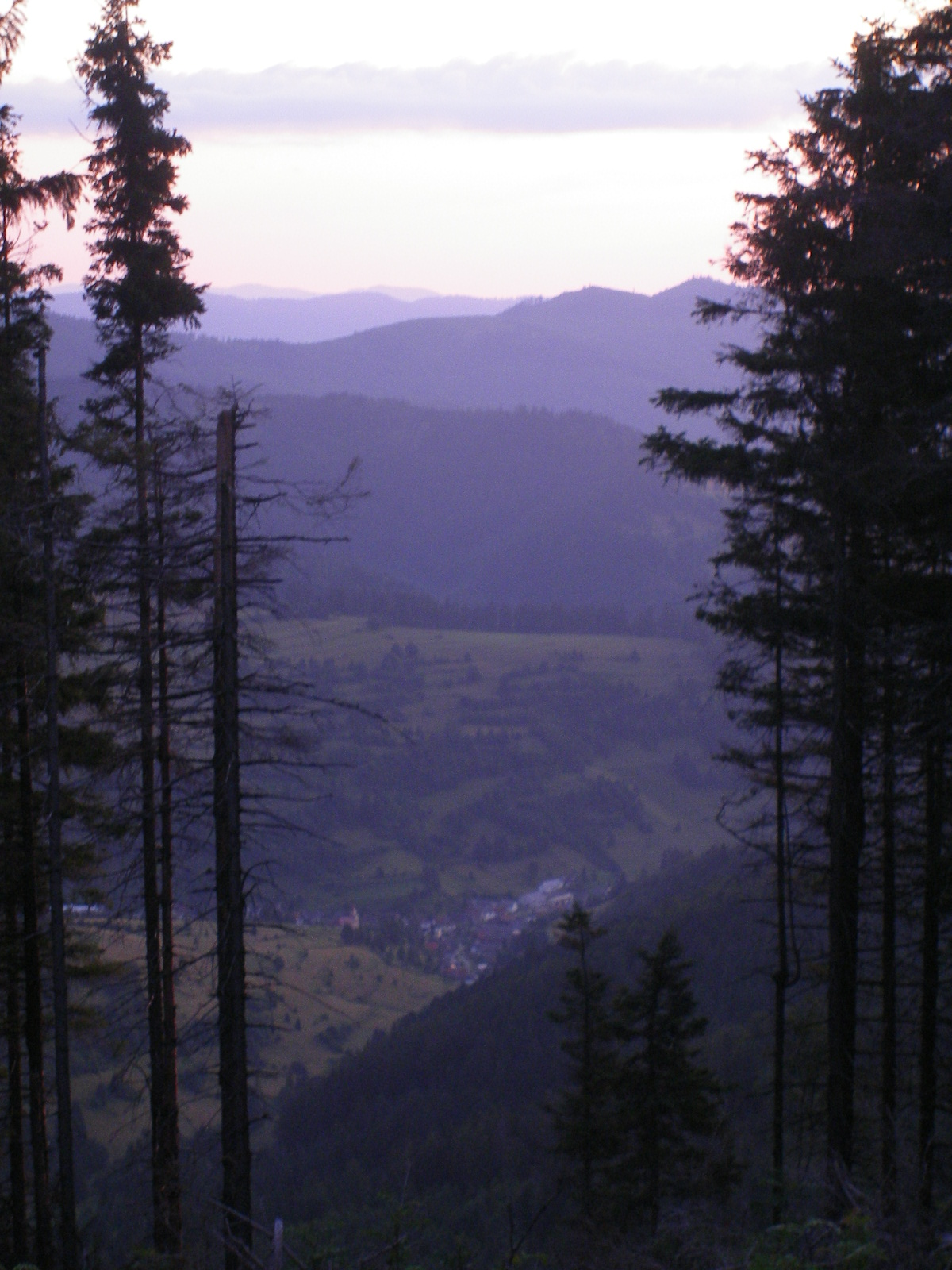
Hajnali kilátás Dénes felé a Kis-Pipitykéről